# Kinixys natalensis
Kinixys natalensis је гмизавац из реда корњача и фамилије Testudinidae.

## Угроженост
Ова врста је на нижем степену опасности од изумирања, и сматра се скоро угроженим таксоном.

## Распрострањење
Врста је присутна у Јужноафричкој Републици, Мозамбику и Свазиленду.

## Станиште
Станиште врсте су слатководна подручја.